# Affiche
Pour le film de Jean Epstein, voir L'Affiche.
Une affiche est un support de publicité ou de propagande destiné à être vu dans la rue et plus généralement dans les espaces publics. Imprimée sur papier, du tissu ou des supports synthétiques, elle adopte des dimensions variables, pouvant aller jusqu'à plusieurs mètres.
Jean-Alexis Rouchon est considéré comme le premier fabricant d'affiches en couleurs. Son activité disparaît un peu après 1870.
L'affiche gagne ses lettres de noblesse à la fin du XIXe siècle avec des illustrateurs comme Jules Chéret ou Alphonse Mucha et des peintres comme Toulouse-Lautrec, qui ne dédaignent plus y avoir recours comme moyen d'expression.

## Histoire de l'affiche

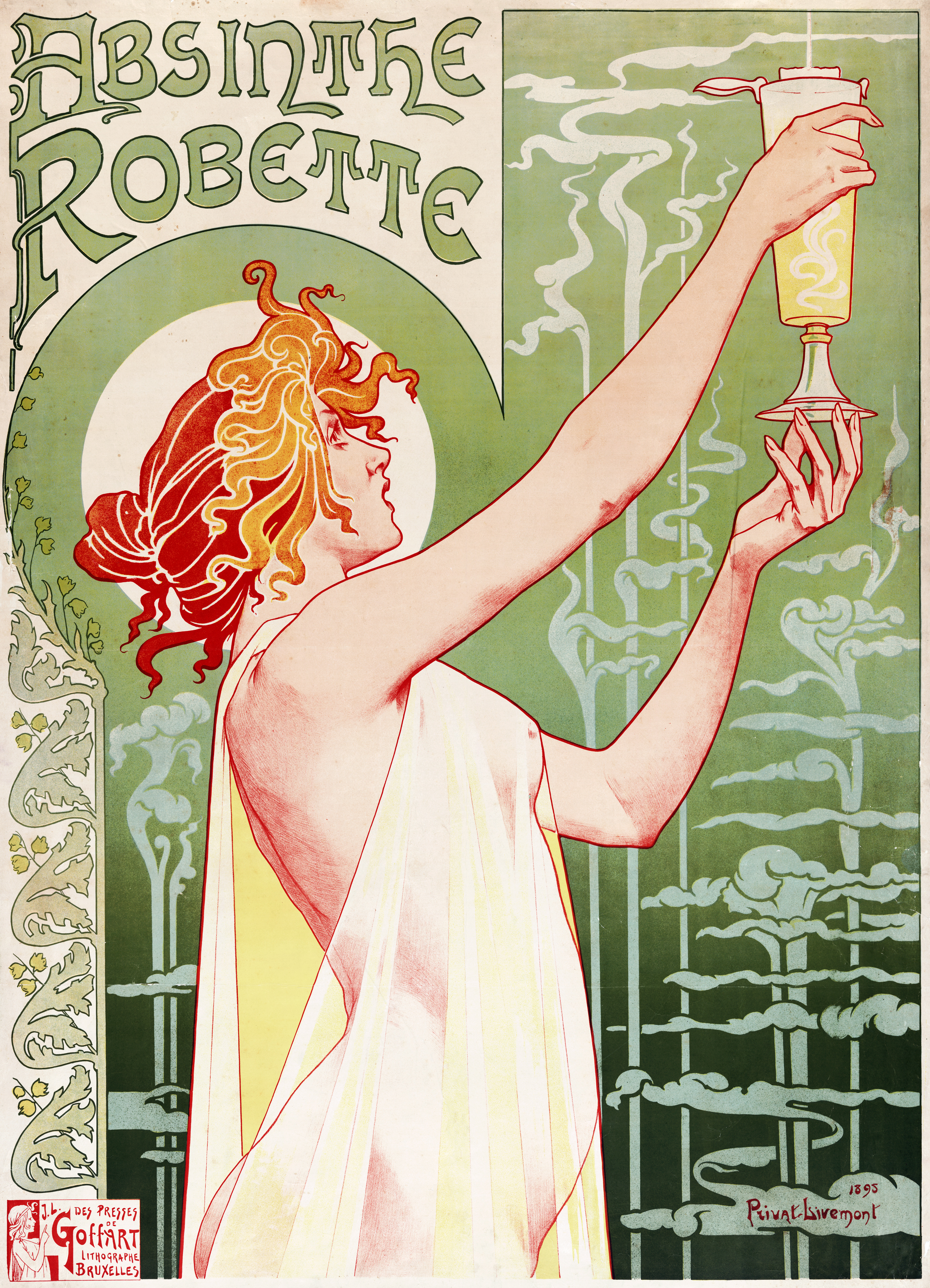
Henri Privat-Livemont : affiche pour la marque d'absinthe Robette (1896).

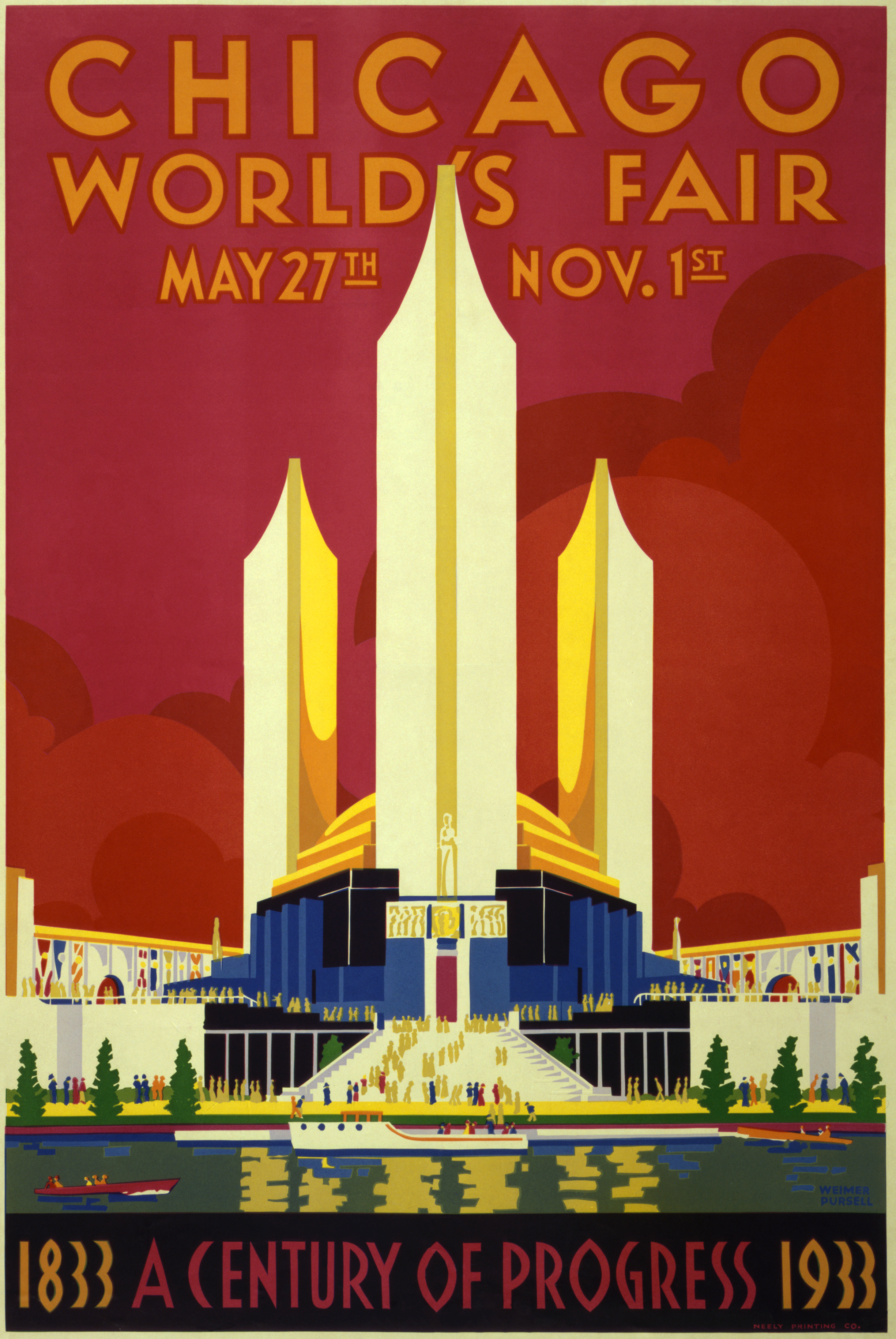
Weimer Pursell : affiche de l'exposition universelle de 1933 à Chicago.

### Principe de l'affichage
Le principe de l'affichage remonte à l'apparition des premières grandes agglomérations. Alain Weill cite les notices publiques qui annoncent les décisions officielles : gravure sur stèle à Babylone (tel le Code de Hammurabi), axone (panneau de bois pivotant) en Grèce antique ou album (mur blanchi à la chaux) dans la Rome antique. Ernest Maindron cite les cas d'Alexandrie et de Pompéi, avec comme exemples bien connus des panonceaux privés signalant, là une représentation théâtrale, ici un chien méchant (motifs peints ou en mosaïque).
Sous Charlemagne, apparaît l'affichage des textes de loi par l'intermédiaire d'un registre des notices sur des rouleaux qui étaient expédiés aux comtes, mais l'analphabétisme freine le développement de cette technique d'information à laquelle on préférera longtemps celle de crieur public. L'invention de l'imprimerie vers 1450 permet l'éclosion de l'affiche au sens moderne.
Les premières traces de « réclame », simple feuille imprimée sur le recto et collée sur un mur, surgissent dans la deuxième moitié du XVe siècle pour le compte d'imprimeurs et d'éditeurs vantant leurs productions : à Mayence (affiche de Jean Mentel en 1469), Nuremberg, ou encore à Londres (par William Caxton en 1477) qui annonce les cures thermales de Salisbury, en France l'affiche du "Grand pardon de Reins" en 1482 et surtout à Anvers, où, grâce à Gerard Leeu, l'image apparaît pour la première fois, en plus du texte, pour annoncer la légende de Mélusine en 1491.
Au XVIe siècle, naissent les affiches destinées aux spectacles forains, aux loteries, mais aussi aux protestations de nature politique et religieuse. Le pouvoir politique décide d'en contrôler l'usage. Pour Paris et ses faubourgs, à la suite de l'affaire des placards, le roi François Ier signe le 13 novembre 1539 un édit qui lui octroie le monopole de l'affichage et en « interdit l'arrachage sous peine de punition corporelle ».
Au XVIIe siècle et au XVIIIe siècle, la gravure sur cuivre se met au service de la publicité : les affiches illustrées de gravures pullulent, promouvant spectacles en tous genres, ventes d'esclaves, recrutement militaire, articles de mode, livres, compagnies de transport, nouvelles boutiques, etc. Le métier d'« afficheur » est alors synonyme de « colleur d'affiches », certains s'organisent en corporations. Mais le gros de la production comprend surtout des affiches typographiées, rapportant à la vente ou aux annonces légales. Quant aux couleurs, le procédé du pochoir limite la production en grand nombre. Un arrêt du Conseil d'État du 13 septembre 1722 organise l’affichage public et réglemente l’activité des colleurs d’affiches. Au Japon, il n'est pas rare qu'à cette époque, les murs des villes se couvrent d'estampes en couleurs.
Vers 1780, le terme affichiste est utilisé dans un tout autre sens qu'aujourd'hui : il désignait la personne qui colle sur les murs des feuilles périodiques.

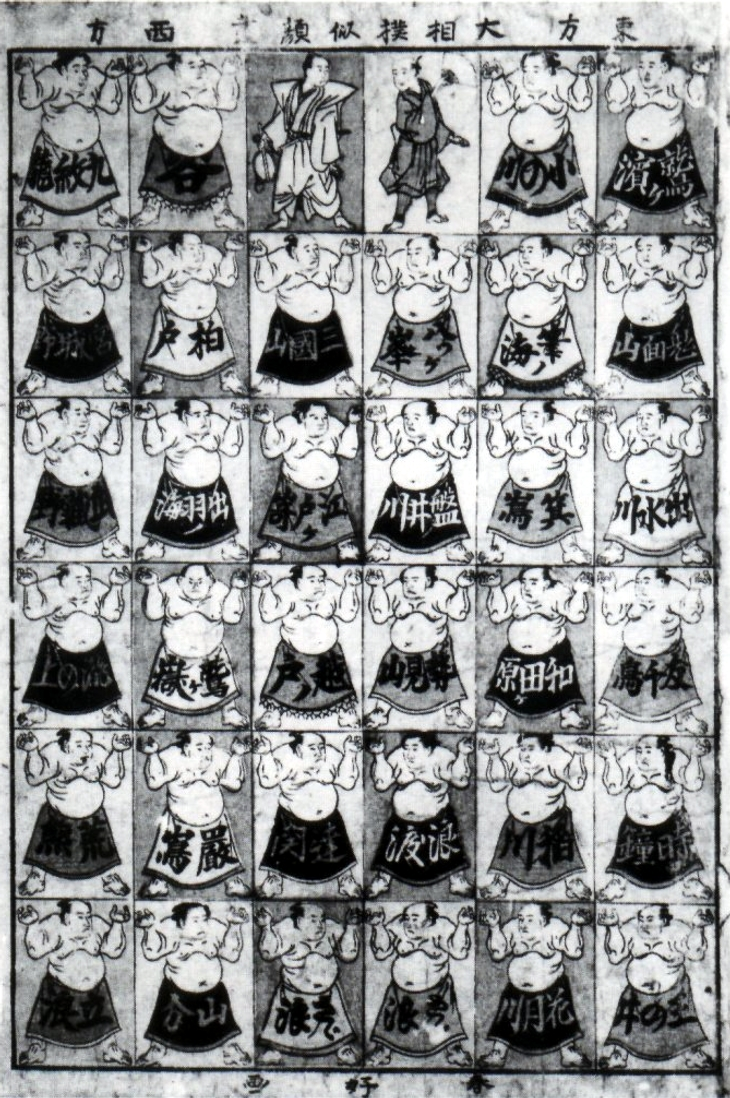
Banzuke-hyō destiné aux combats de sumo (Japon, 1788).
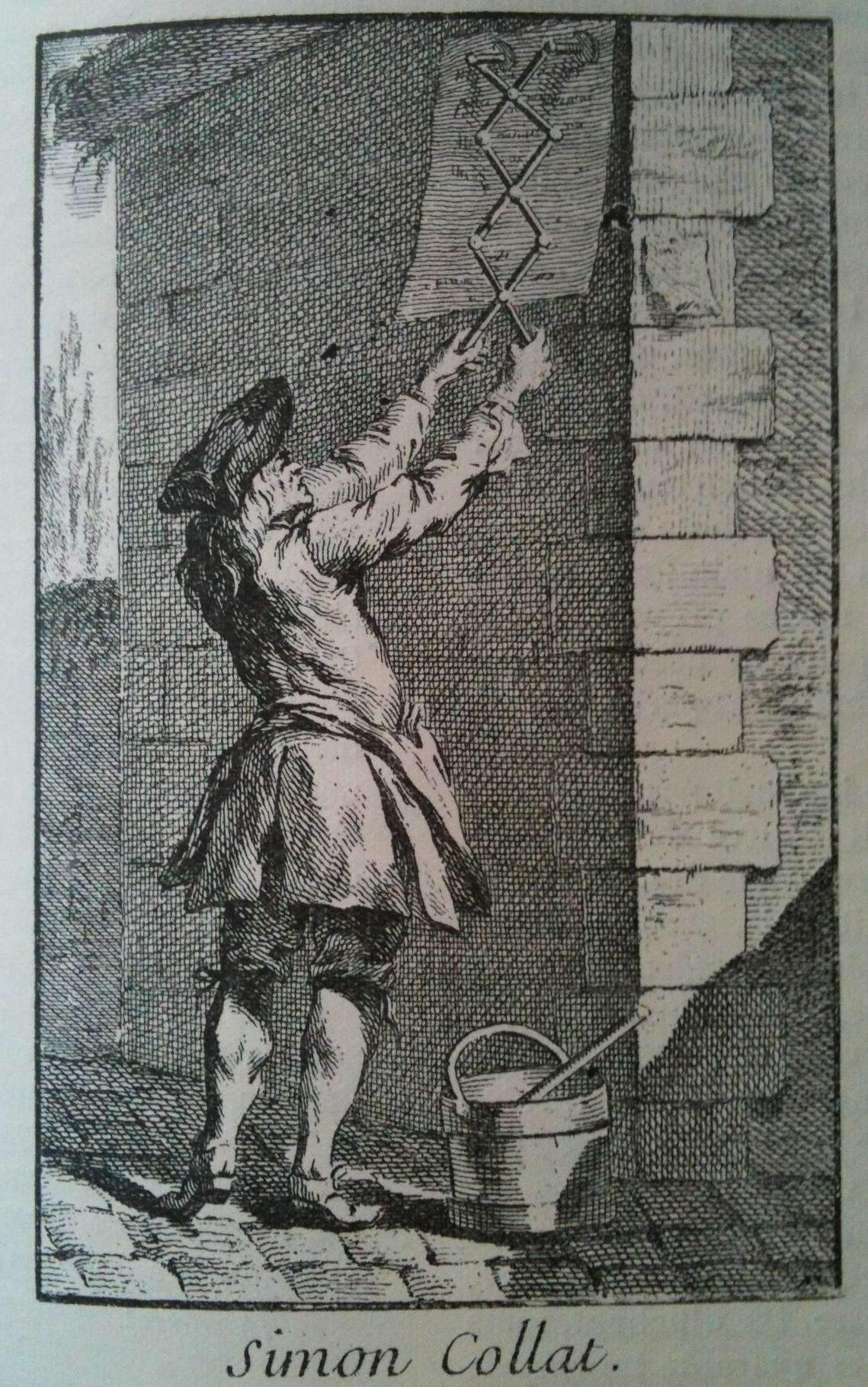
Simon Collat[10] posant une affiche, d'après le comte de Caylus (1787).
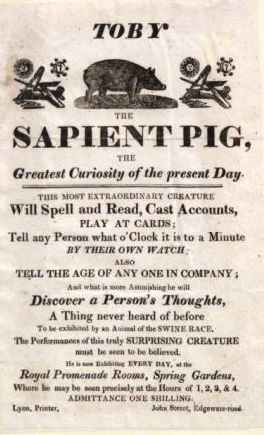
Toby le cochon savant, affiche anglaise de 1817.

### Protohistoire de l'affiche

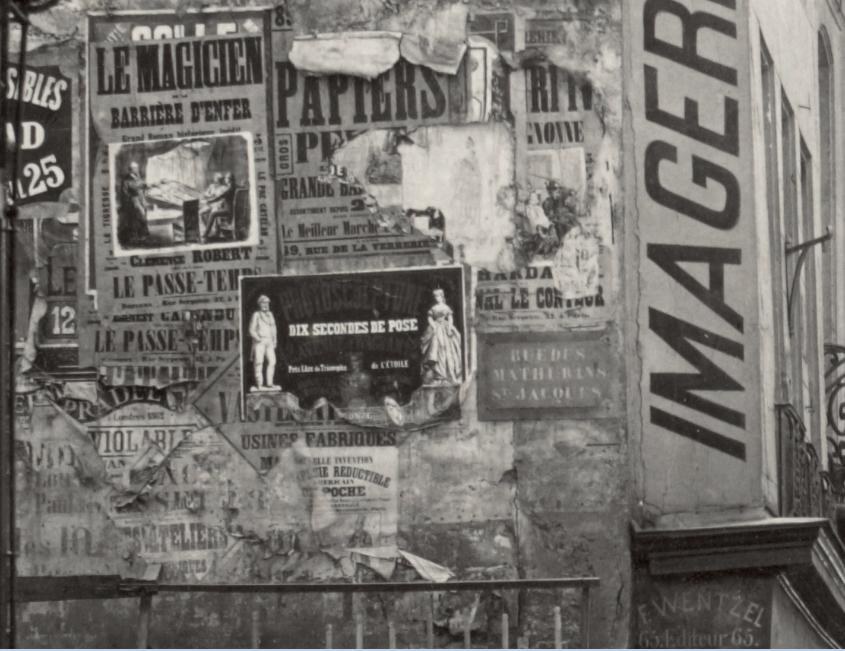
Mur couvert d'affiches à Paris vers 1860. Cliché de Charles Marville).

Placard, réclame, annonce légale ou de vente, souffrent d'un même problème technique : leur format sont limités à la feuille et aux coûts excessifs de la gravure. L'invention vers 1796 de la lithographie par l'Allemand Aloys Senefelder permet l'éclosion de formats plus important et surtout en couleurs, et ce pour un coût moindre. Le premier atelier français ouvre en 1816 grâce à Godefroy Engelmann, qui, dans les années 1830, fait appel à des artistes comme Carle Vernet, Théodore Géricault ou Achille Devéria. Les procédés de presse à la vapeur mis au point par Friedrich Koenig et Friedrich Andreas Bauer permettent de tirer 1 000 planches à l'heure.
Sous la monarchie de Juillet, l'art publicitaire connaît sa première révolution avec l'éclosion de centaines d'annonceurs. Éditeurs de livres illustrés et d’almanachs, commerçants, inventeurs, industriels, maisons de banque, tous font appel à la technique de l'affiche publicitaire. Les auteurs sont pour la plupart des anonymes, le travail graphique étant non signé et les dessins souvent fort médiocres.
En 1844, un certain Jean-Alexis Rouchon dépose à Paris le brevet d'un procédé qui permet d'atteindre des formats jamais vus, en détournant la technique de fabrication du papier peint (gravure sur bois de 280 x 143 en moyenne), créant des placards colorés collés sur les murs de la ville pour des grands magasins parisiens comme La Belle Jardinière. Aux États-Unis et en Angleterre, les cirques apportent les premières grandes planches en couleurs utilisant la technique de chromolithographie quand en France se développe la gravure sur zinc grâce au procédé Firmin Gillot.
En juillet 1884, Ernest Maindron signe le premier article sur l'affiche en France. Il est aussi l'un des premiers à mettre cet art en lien avec le japonisme.

### «L'âge d'or» de l'affiche en France

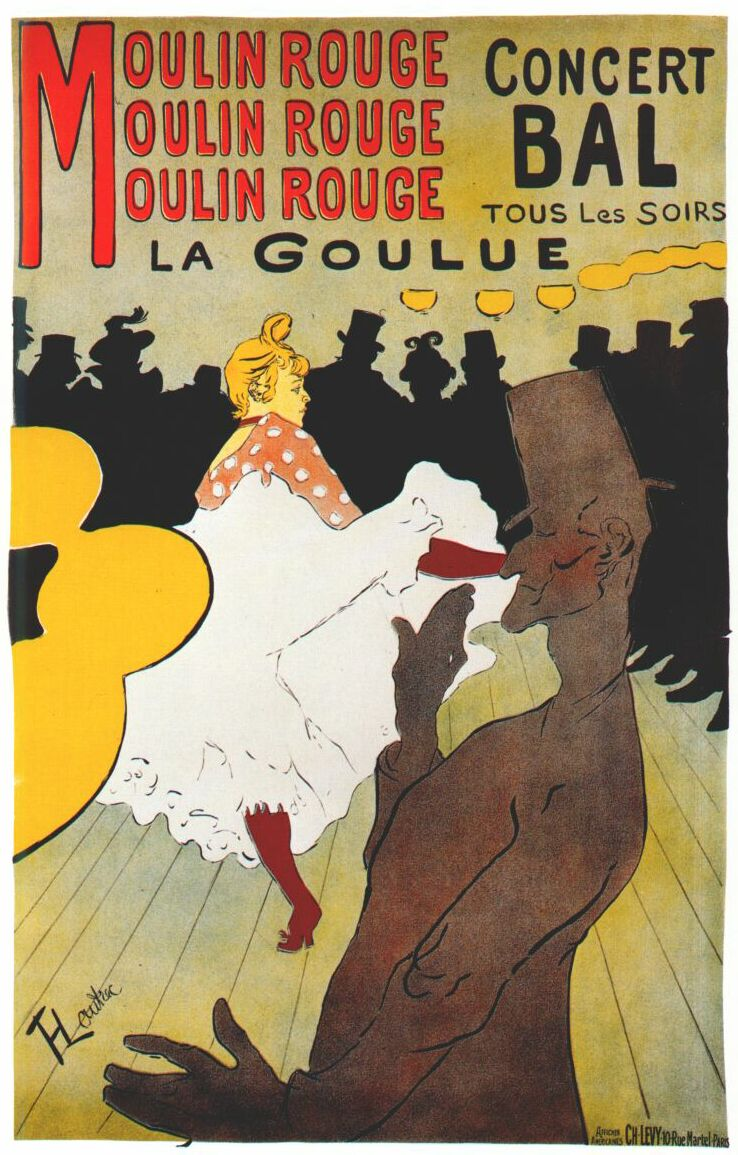
Moulin Rouge - La Goulue. (1891) Affiche de Toulouse-Lautrec.

Selon Alain Weill et Max Gallo[source insuffisante], l'art publicitaire et celui de l'affiche apparaissent en même temps, à la fin du Second Empire, avec notamment le Français Jules Chéret. Regardé comme « le père de l'affiche artistique », il a pour premiers clients les Folies-Bergère mais aussi des industriels et des commerçants (Vin Mariani, Saxoléine, Cosmydor, Pastilles Géraudel, JOB, etc.). En 1889, lors de l'Exposition universelle, son œuvre est présentée et, pour la toute première fois, l'affiche est reconnue comme un moyen d'expression artistique. Dès lors, une foule de créateurs va s'emparer de ce médium.
Avant 1896, Chéret avait produit près de 1000 affiches et lancé un périodique appelé Les Maîtres de l'affiche qui, durant cinq ans, proposa de reproduire les créations des plus grands créateurs européens.
Entretemps, vers 1890, le mouvement est lancé, surtout que la loi du 29 juillet 1881 proclame une liberté absolue d'affichage. En 1891, l'engouement des collectionneurs et des amateurs est si important qu'Octave Uzanne qualifie cette mode d'« affichomanie » et le marchand Edmond Sagot publie le premier catalogue du genre. En Angleterre, les Beggarstaffs et Dudley Hardy tracent le sillon qui devait les conduire à faire imprimer leurs œuvres à Paris chez Chaix, à l'instar de la plupart des créateurs européens. La Ville lumière devient, à la Belle Époque, la Mecque de l'affiche artistique, polarisant des créateurs italiens comme Leonetto Cappiello et bien sûr, des peintres comme Toulouse-Lautrec. L'affiche permet l'expression d'un style appelé art nouveau avec des figures dominantes comme Eugène Grasset, Alphonse Mucha ou Jules Grandjouan, créateur de l'affiche politique illustrée.
À la fin du XIXe siècle, l'affiche a conquis, outre les collectionneurs, le monde entier ; elle a droit à ses propres expositions (dont celle au cirque de Reims en 1896), ses concours, notamment à New York avec Edward Penfield, et à Chicago, où William H. Bradley et des magazines comme The Inland Printer, The Chap-Book ou The Poster font figure de pionniers.
En Allemagne, l'affiche arrive plus tardivement, notamment à Munich vers 1896 avec des pionniers comme Josef Rudolf Witzel et Franz von Stuck et se poursuivra à travers le Plakatstil (en) ou Sachplakat (« affiche-objet ») avec des créateurs comme le prolifique Ludwig Hohlwein ou Lucian Bernhard, lequel invente ce concept (un objet, un message). En 1910, il cofonde avec Hans Sachs, le magazine Das Plakat. L'affichomanie gagne l'Allemagne dès avant 1914. En 1938, Sachs avait réuni la plus grande collection au monde d'affiches artistiques.

### Les avant-gardes entre rationalisation et expérimentation

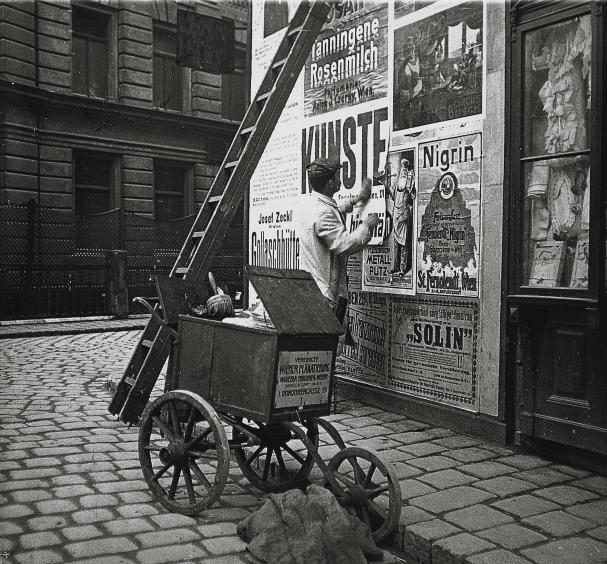
Colleur d’affiche dans une rue de Vienne en Autriche, photographié par Emil Mayer au début du XXe siècle.

Au tournant du siècle, l'affiche devient, comme l'estampe, un objet de collection, et reflète l'anti-académisme. La France, à partir de 1902, semble s’essouffler. À travers ce que les critiques de l'époque regroupent sous le label « Art nouveau », pointent déjà des œuvres résolument avant-gardistes, comme celles de Henri Bellery-Desfontaines, Maxfield Parrish, Lucian Bernhard, Peter Behrens, Koloman Moser qui annoncent l'art déco et le futurisme. C'est aussi à cette époque que naissent les premières affiches de cinéma.
La Première Guerre mondiale, loin de mettre un frein à la production, voit l'éclosion de l'affiche de propagande. Avec la révolution russe, des artistes comme Alexandre Rodtchenko et El Lissitzky, marient cubisme et géométrisme, puis intègrent le photomontage. Un renouveau typographique émerge à la fin de la guerre avec des artistes comme Kurt Schwitters issu du dadaïsme et Piet Zwart issu du mouvement De Stijl. En Allemagne, dans les années 1920, l'école allemande du Bauhaus, avec notamment Jan Tschichold, influence le Français Cassandre, qui signe plusieurs affiches célèbres pour les vins Nicolas ou Dubonnet, mais surtout pour l’iconique affiche Normandie, réalisée pour la mise en service du plus grand paquebot du monde.
Quant à eux, les tenants de l'art déco voient en Paul Colin, Jean Carlu et Léo Marfurt ses meilleurs représentants.
Les États-Unis vont dès les années 1925 récupérer une grande partie de l'avant-garde européenne (dont Herbert Bayer). Dans un pays, qui dès 1895, sut faire de la publicité une véritable industrie, illustrateurs, graphistes et annonceurs travaillent sous le régime des campagnes d'agences, rationalisées par un Albert Lasker. Fonctionnelles, efficaces, de très grands formats (7,50 x 3,30 m), les affiches américaines se déploient dans le territoire au rythme de la croissance économique, du développement du trafic ferroviaire et routier mais on lui préfère la presse écrite et la radio. Finalement, elles sont peu à peu gagnées par le régime de la standardisation. Toutefois, des personnalités se dégagent de cette tendance, telles Lester Beall, Alexey Brodovitch, René Clarke, Erik Nitsche, Paul Rand, Otis Shepard, Albert Staehle.
La Suisse, épargnée par les deux guerres, reste un îlot d'inventivité, ouvert à tous les courants de la modernité avec des créations signées Herbert Matter, Max Bill, Peter Birkhäuser, Hans Neuburg, très marqués par le post-constructivisme, le Bauhaus et la Nouvelle Objectivité, servis par une qualité d'impression exceptionnelle. Véritable école, le style suisse aura une influence considérable sur l'affiche après 1945.

### L'affiche après 1945

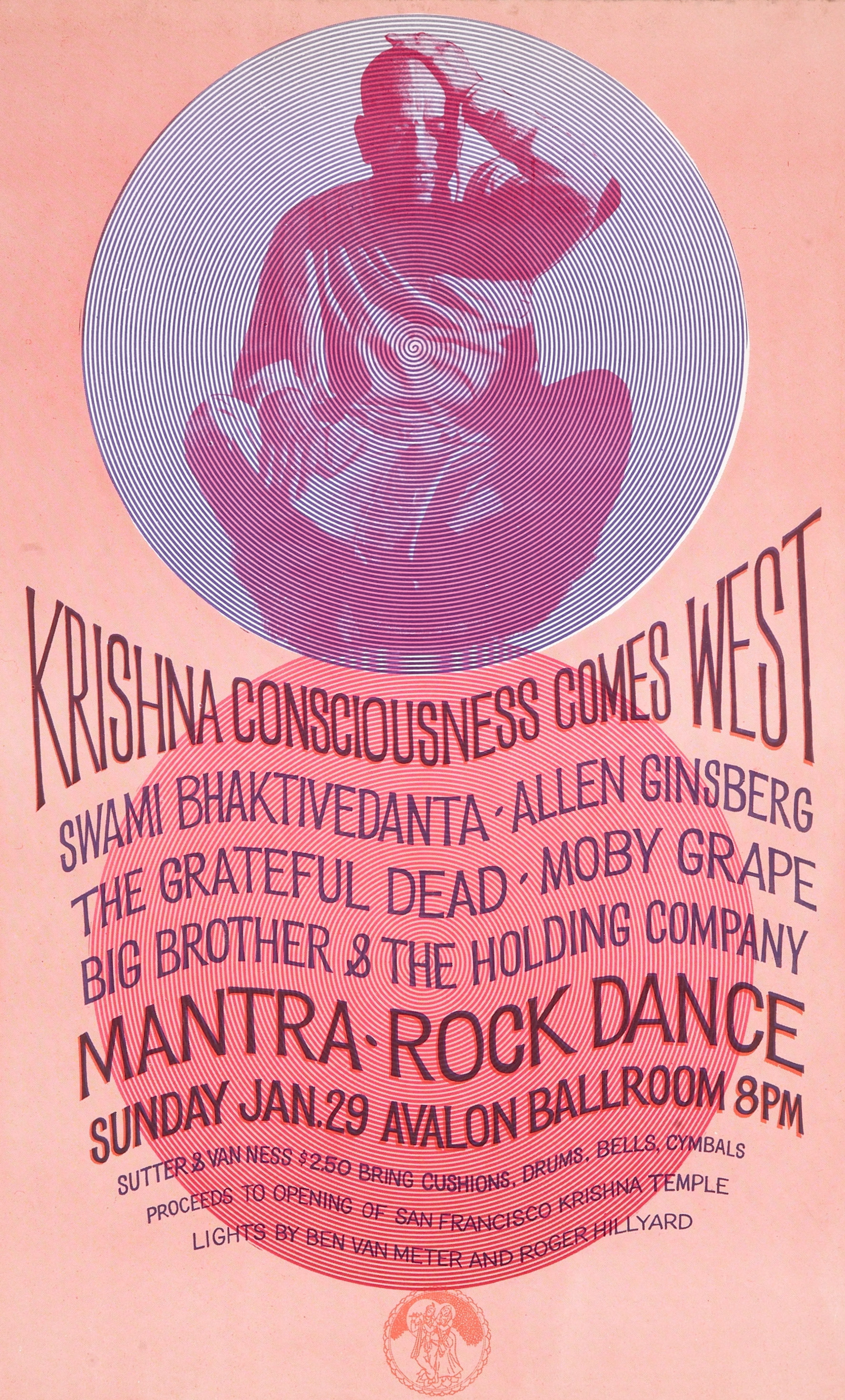
Affiche d'Harvey W. Cohen pour un festival (États-Unis, 1967).

Après la Seconde Guerre mondiale, cette technique d'expression est marquée par l'émergence de fortes personnalités et d'écoles, portées par les bouleversements sociaux-politiques que constituent, dans un premier temps, la Guerre froide et la libération des mœurs au tournant des années 1960, puis l'apparition de nouveaux outils d'impression et de communication. On retiendra :
- l'école suisse, toujours dominante, avec Max Huber ou Josef Müller-Brockmann ;
- l'école milanaise, véritable centre de création industrielle et de design, qui développe un style d'affiche hérité du futurisme et du géométrisme (Franco Grignani, Massimo Vignelli, Carlo Vivarelli). Son impact est tel qu'il gagne la plupart des agences publicitaires au milieu des années 1950 ;
- en France, dès la Libération, apparaît un courant ancré dans le dessin et la peinture marqué par l’École de Paris avec par exemple Raymond Savignac, Bernard Villemot ou le Franco-italien Gruau. L'affiche de cinéma voit l'éclosion d'un nouveau style avec par exemple René Ferracci ;
- l'école polonaise avec entre autres Tadeusz Trepkowski, Henryk Tomaszewski, Julian Pałka, Jan Lenica, Roman Cieslewicz, ce dernier émigrant en France ;
- l'école américaine, qui se détache peu à peu du « style streamline » (ou paquebot), bientôt gagné par un certain esprit de révolte, influencée par le Pop Art, le surréalisme mais aussi l'art nouveau, avec entre autres Saul Bass, Milton Glaser, Paul Brooks Davis, Andy Warhol ;
- l'école japonaise, qui réussit la synthèse de toutes les avant-gardes occidentales et développe dès la fin des années 1950 une identité très originale avec des artistes comme Hiromu Hara, Ikko Tanaka ou Kazumasa Nagai ;
- l'école cubaine, où l'affiche devient dès 1959 un outil de propagande, avec entre autres des créations de Alfredo Rostgaard.

Cet aperçu ne serait pas complet sans mentionner l'influence déterminante des agences publicitaires mais aussi des afficheurs et des annonceurs eux-mêmes : c'est dans les pays anglo-saxons et en Allemagne que ces commanditaires marquent dès l'après-guerre le style des affiches, médium bientôt concurrencé par l'apparition de la télévision. On parle d'un style « Harper », « Gillette », « BBDO », de campagnes publicitaires issues d'équipes artistiques qui internationalisent les images et les messages, au détriment bien souvent de la singularité.

### Un esprit de résistance

Affiche culturelle (à droite) et pochoir (à gauche) sur un mur parisien.

Face à la mondialisation des messages publicitaires et à la prééminence des images télévisuelles, effectives dès avant 1968, l'affiche va demeurer un îlot de résistance tant sur le plan graphique que sur le plan culturel et socio-politique.
L'affiche culturelle, qui embrasse par exemple les arts vivants, le cinéma indépendant, les expositions d'art contemporain, et plus généralement, des événements de courte durée impliquant des créateurs – qui ne sont pas d'ailleurs nécessairement en marge des politiques culturelles nationales ou locales –, connaît dans les années 1970 une forte expressivité qui ne laisse pas indifférent les pouvoirs publics. Un Musée de l'Affiche est ainsi inauguré à Paris en 1972, un temps dirigé par Alain Weill. La Bibliothèque nationale ouvre un département qui lui est dédié.
La participation de plasticiens à la conception d'affiches n'est pas nouvelle mais elle prend dès les années 1950 une connotation parfois politique comme celles exécutées par Picasso pour la paix ou, plus tard, Tomi Ungerer avec Black Power (1967) en miroir des révoltes de Watts. Un artiste comme Jacques Villeglé, dès 1949, détourne l'objet, produisant des affiches lacérées. Au milieu des années 1960, la jeunesse américaine exprime sur les murs, par une explosion de couleurs, son désir de changement sociétal : Rick Griffin, Wes Wilson, Milton Glaser et le Push Pin Studio vont marquer les imaginaires. Aux Pays-Bas, le mouvement Provo, un collectif d'artistes utilisant l'affiche, embraye dès 1965 sur les premières contestations de tous les groupuscules dissidents.
Issus des mouvements sociaux de 1968, certains graphistes s'associèrent dans les années 1970 pour former des collectifs alternatifs. En France, citons par exemple Grapus, aujourd'hui disparu, et aux États-Unis, le collectif Pentagram, la plus importante agence indépendante encore en activité. Par ailleurs, des associations humanitaires, des syndicats, au lieu de faire appel à une grosse agence, développent leur propre façon de communiquer avec des artistes a domo et utilisent l'affiche comme vecteur de leur message, comme ce fut le cas en 1978 de Solidarność. Cette année-là, s'ouvre le Musée de l'affiche de Toulouse. Les affiches socio-culturelles connaissent alors un essor considérable.
Dans les années 1980, en France, un groupe de plasticiens comme Banlieue-Banlieue pratique l'affichage de grandes fresques sur papier, peintes ou sérigraphiées, posées dans des quartiers, lors de performances. À Providence, en 1989, naît le mouvement Street Art avec des artistes comme Shepard Fairey.
Avec les années consuméristes, certaines affiches politiques deviennent de véritables mythes. Citons celle représentant Che Guevara au pochoir, ou bien le Red Fist (« poing rouge ») créé par les étudiants de Rhodes Island en 1968 contre les attaques américaines sur le Viêt-Nam, ou bien encore le Atomkraft ? Nein danke des mouvements verts allemands. On assiste aujourd'hui à des détournements de cette sémantique, plaçant l'affiche dans une perspective postmoderne ancrée dans la reprise, la citation ou l'ironie.
En 1990 en France, une ville comme Chaumont (surnommée la ville de l'affiche) et plus tard Échirolles, offrent aux affiches culturelles des lieux d'expositions et de débats, permettant de rencontrer des affichistes indépendants venus du monde entier. Cette même année, Jean-François Lyotard écrit une préface déterminante pour le catalogue de l'exposition Vive les graphistes, organisée au Centre Pompidou.

### Les affiches de rock américaines
- Si vous ne connaissez pas le sujet, laissez ce bandeau (vous pouvez alors contacter les auteurs).
- Si vous supprimez le contenu mis en cause (vous pouvez préalablement contacter les auteurs),

argumentez précisément cette suppression dans la page de discussion
(un manque de référence n'est pas un argument ; une recherche réelle de référence doit avoir été effectuée, être formellement documentée).
Apparues dans les années 1950, les affiches américaines de rock sont d’abord sobres et fonctionnelles. Initialement spécialisé dans les affiches de music-hall, de cirque, de minstrel, et de vaudeville, le studio Hatch Show Print fondé par la famille Hatch en 1879 et situé encore aujourd’hui à Nashville, participera grandement à l’imagerie originelle de la musique country et rock. Le style se caractérise par une utilisation prédominante de la typographie ainsi que la conservation d’un aspect «fait main». Le Boxing Style fera partie intégrante de la scène graphique du rock 'n' roll ainsi que du rhythm and blues et du doo-wop. Pensées comme de réelles publicités, elles se baseront sur la composition simple et la lisibilité optimale des affiches de combats de boxe de l’époque. La société Globe, fondée en 1929 à Baltimore, produira les affiches les plus iconiques de ce mouvement.
Ce n’est qu’en 1965, avec l’arrivée du psychédélisme anglais, que l’esthétique des affiches de rock se verra totalement bouleversée. En rupture totale avec le passé, ces affiches utiliseront des formes inédites rappelant les ondes électromagnétiques, des couleurs vives et des compositions ondulantes, inspirées des effets du LSD et des influences de l’Orient mythique. Elles seront le témoignage de la créativité flamboyante de ce mouvement. De nombreuses affiches s’inspireront aussi de l’Art nouveau européen, dans l’utilisation des courbes, du symbolisme et des sujets repris. La réappropriation et le détournement d’images photographiques, surtout issues de l’imagerie populaire, sont une pratique largement répandue dans la conception des affiches psychédéliques. La typographie aura une place prépondérante dans ce mouvement. Sa particularité sera de la déformer jusqu’à la rendre presque illisible afin de rompre volontairement avec le marketing communicationnel. Le producteur Bill Graham sera largement responsable de la prolifération des affiches psychédéliques qu'il commande pour les concerts de ceux qu'il produit au Fillmore, Winterland et dans des autres salles. L’utilisation d’impression de masse et la standardisation de l’offre à partir de 1969 signera la mort des grandes heures du graphisme psychédélique de la côte ouest. C’est à Austin au Texas que s’opérera la continuité graphique du mouvement psychédélique au début des années 1970. Toujours influencé par l’idéal hippie et par le renouveau de la country, les affiches seront plus brutes et old school, préfigurant l’esthétique des années 1980. Les illustrations sont fantaisistes et principalement en noir et blanc. Le DIY sera la condition sine qua non.
À partir du milieu des années 1970 jusqu’aux années 1990, parallèlement à New York et à Londres, le mouvement punk instaurera des codes graphiques aussi radicaux et débridés que l’esprit qui fera vivre sa musique. John Holmstrom et Legs McNeil et leurs fanzines Punk Magazine, Jamie Reid, Gary Panter, Raymond Pettibon ou encore Winston Smith seront les piliers de ce nouvel ordre visuel. Un noir et blanc saturé, le dessin, le collage et le détournement de symboles de pouvoir dans une esthétique d’art «impur» caractériseront le style punk. Le photocopieur Xerox jouera un rôle important dans l’esthétique punk dans ce contexte de précarité ainsi que dans la diffusion de la culture punk.

## Caractéristiques et techniques
L'affiche désigne tout type d'imprimés, quelle que soit sa taille, apposé sur un mur extérieur.

### Un moyen d'information puis d'expression

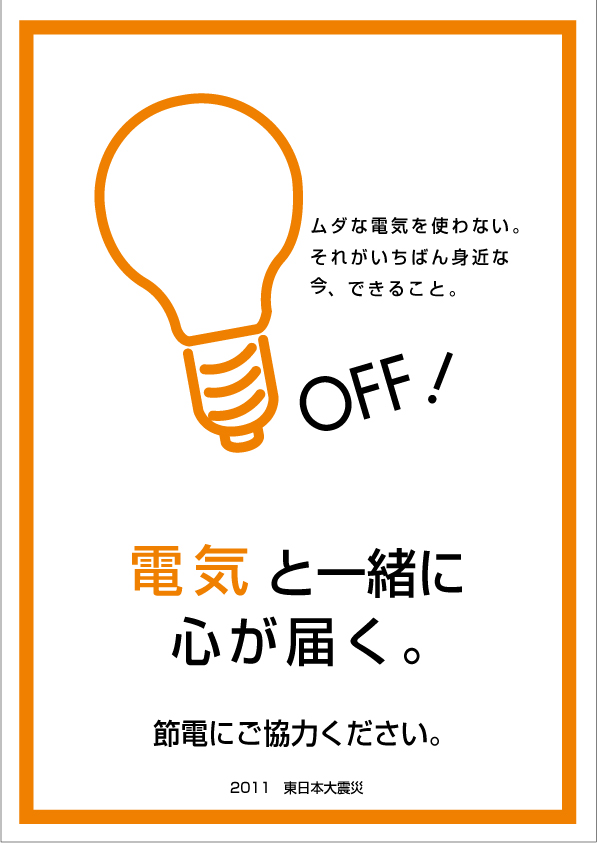
Affiche japonaise (2011) lisible par tous.

La destination utilitaire de l'affiche implique son efficacité : s'agissant d'être perçue et comprise rapidement par le public, de susciter la sympathie, les concepteurs considérèrent, dès l'époque de Jules Chéret, que l'affiche devait être simple dans son dessin et son texte, ses couleurs devaient être vives et attrayantes, cela dès que la nécessité commerciale est devenue une évidence et que, parallèlement, les techniques d'impression (notamment la chromolithographie) l'ont permis. On a par conséquent fait appel à des artistes, dont le plus connu reste Henri de Toulouse-Lautrec. Si des peintres, des dessinateurs et des lithographes ont ainsi inauguré l'art de l'affiche, d'autres créateurs en ont fait une spécialité à part entière et sont devenus des affichistes. En Allemagne et aux États-Unis, le mot designer graphique s'est lui imposé très tôt.
À l'origine collée sur les murs, dans les lieux publics (colonne Morris, métropolitain, murs dédiés), l'affiche est maintenant[Quand ?] majoritairement apposée sur des emplacements réservés : panneaux d'affichage, colonnes, mobilier urbain, etc. Les affiches de petit format (affichettes) peuvent être placées en intérieur, par exemple dans les vitrines de magasin. L'emplacement d'une affiche est essentiellement fonction de sa taille et conditionne aussi son contenu. La multiplication anarchique de l'affichage tout au long du XXe siècle a amené les pouvoirs publics à le réglementer de plus en plus, jusqu'au point de reléguer l'affichage sauvage à des espaces réduits et des petits formats. Il en résulte que l'affichage autorisé passe par des sociétés spécialisées (annonceurs), dont les tarifs sont fonction de la qualité des emplacements (situation, visibilité, éclairage nocturne) et de la durée de l'affichage.
L'affiche est une œuvre temporaire : son temps d'existence se limite à quelques jours, quelques semaines au plus (à quelques exceptions près où une affiche acquiert une certaine longévité en étant remplacée). Le support de papier, et souvent les encres d'imprimerie ne peuvent pas résister indéfiniment aux intempéries, à la lumière solaire, ni au temps qui passe. Ce en quoi l'affiche se distingue de l'enseigne, du panneau peint ou sérigraphié, de la publicité murale peinte, destinés à durer sur un emplacement défini.
Des affiches ou des reproductions sont souvent utilisées comme éléments de décoration, sous le nom d'origine anglo-saxonne poster. Mais ce terme désigne aussi des photographies ou des illustrations, imprimées en grand format, qui n'ont plus rien à voir avec l'affiche traditionnelle.
Les affiches sont particulièrement révélatrices de l'esprit d'une époque. Présentes dans la vie quotidienne, elles sont un outil pertinent pour signifier les rapports qu’entretiennent le public avec tel ou tel sujet (les spectacles, les vacances, les produits de grande consommation, etc.). À titre d'exemple, il est possible de les liens qui unissent les publics aux sports en retraçant l'histoire des affiches. Ainsi dans le cyclisme, suivant les époques, on passera de représentations de jeunes femmes à bicyclette, aspect loisir, à celle des forçats de la route, aspect technicité et performance.
Sur le plan sociologique, il est intéressant de constater comment au fil des décennies, évolue l'image des femmes ou des Noirs par exemple, l'affiche reflétant alors les préjugés, les interdits ou au contraire, la fin de certains tabous (comme la nudité).
L'affiche est aussi l'endroit de la révolte, de la contestation : de par sa rapidité d'exécution, elle reste encore un outil permettant de crier l'injustice et de communiquer l'indignation. Comme le rappelle Jean-François Lyotard : « L'homme qui la regarde se tient debout ».

### Les techniques de l'affiche
Pour la conception, l'affichiste (dessinateur, peintre, graphiste, etc.) élabore en premier une esquisse, ou une série de maquettes qu'il soumet à son commanditaire (agence, directeur artistique, institutions, etc.).
La transformation de l'esquisse en image finie se fait aujourd'hui principalement sur ordinateur grâce à des outils logiciels, mais certains affichistes ont encore recours aux outils traditionnels.
Pour l'impression, l'affiche peut en effet avoir pour origine la typographie, la lithographie, l'héliogravure, l'offset, la sérigraphie ou les techniques d'impression numérique, ces dernières étant en nette progression sur le plan du rendu qualitatif et surtout, plus rentables.
Le support de l'image reste principalement le papier dont les épaisseurs et les formats varient en fonction des commandes et des lieux de destination. Les supports en matières synthétiques sont également possibles.

## Collections et conservation
Beaucoup d'affiches, par leur intérêt artistique, sont conservées par des bibliothèques, des musées ou des collectionneurs, au même titre que des œuvres d'art traditionnelles.

### Dans les musées
Témoin du statut artistique de cet art publicitaire, plusieurs musées exposent des pièces dont certaines peuvent prétendre au statut d'icônes de la modernité.
- Le Musée de la publicité de Paris.
- Le Centre municipal de l'affiche, de la carte postale et de l'art graphique de Toulouse.
- Le Musée national du Sport de Nice possède une importante collection d'affiche liées au sport (près de 20000 pièces inventoriées)[27].
- Le Musée communal des beaux-arts d'Ixelles (Belgique).
- Le Centre national du graphisme à Chaumont[28].
- Le musée de l'affiche de Wilanów (Varsovie, Pologne)[29].

### Dans les bibliothèques
Les bibliothèques conservent aussi d'importantes collections d'affiches :
- la Bibliothèque nationale de France, à travers le Département des Estampes et de la photographie pour les affiches illustrées et le Département Philosophie, Histoire, Sciences de l'Homme pour les affiches-texte ;
- la Bibliothèque Forney (Paris) qui possède un fonds important de documents publicitaires anciens.
- le CEGESOMA (Bruxelles) possède également une importante collection d'affiches allant de l'avant-guerre jusqu'à aujourd'hui.

## Galerie

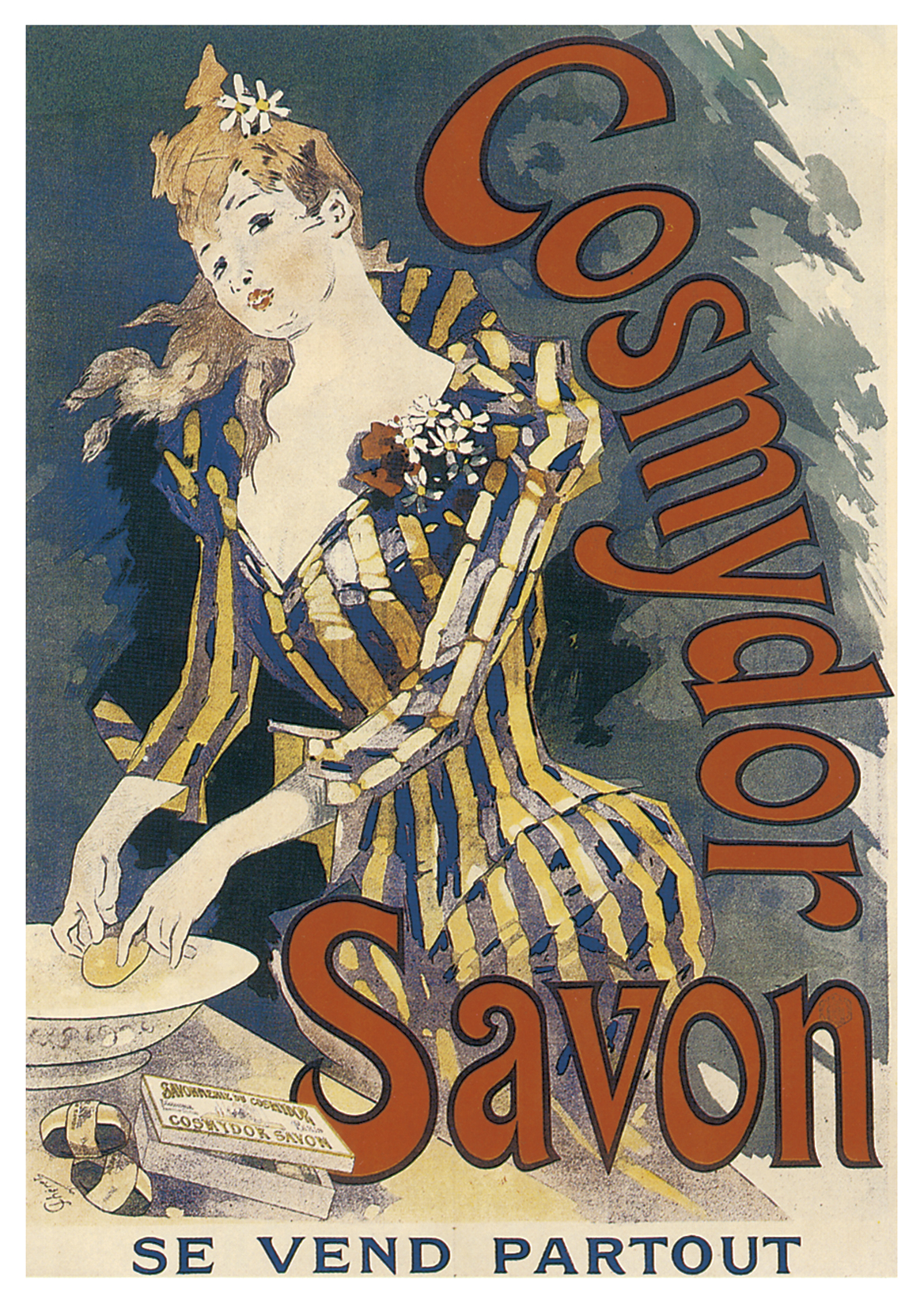
Jules Chéret : Cosmydor Savon (1891).
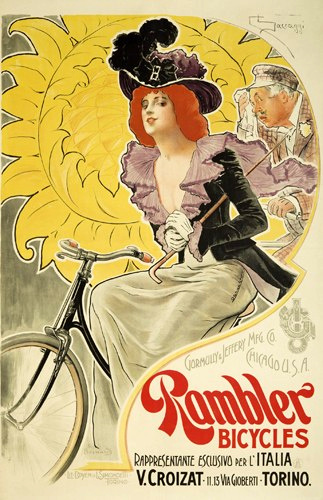
Rambler Bicycles (1891) par  Cesare Saccaggi.
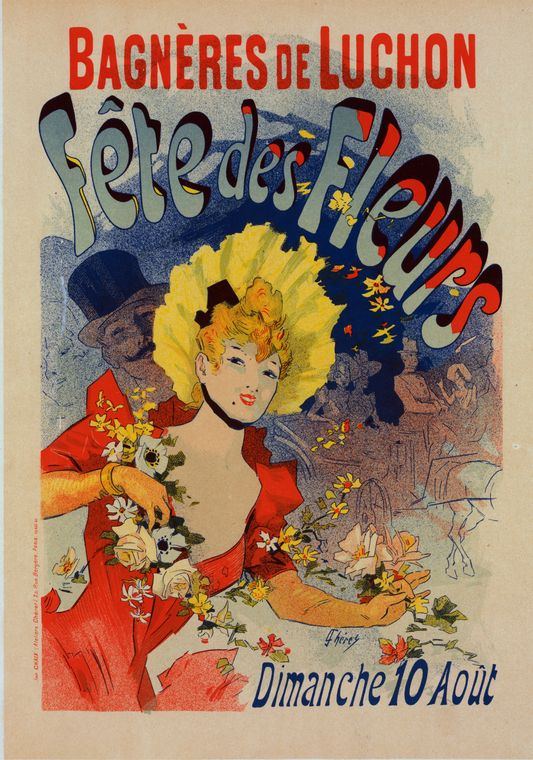
Jules Chéret : Fête des Fleurs à Bagnères-de-Luchon.
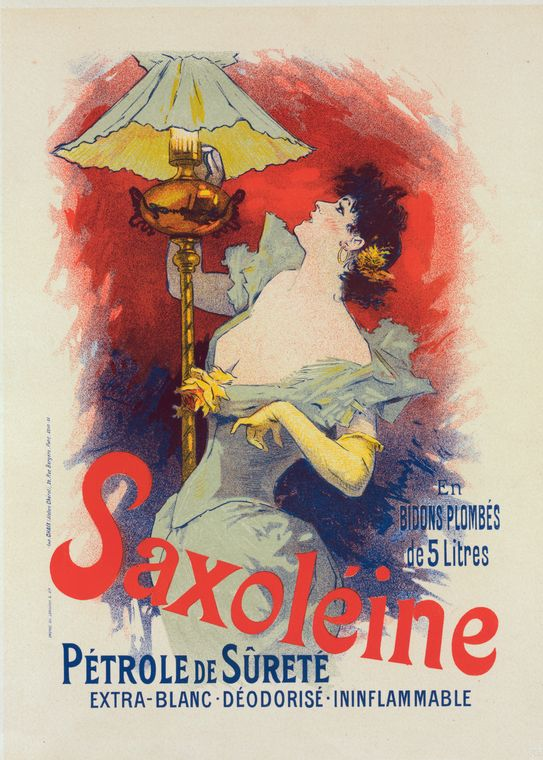
Jules Chéret : Saxoléine Petrole (1892).
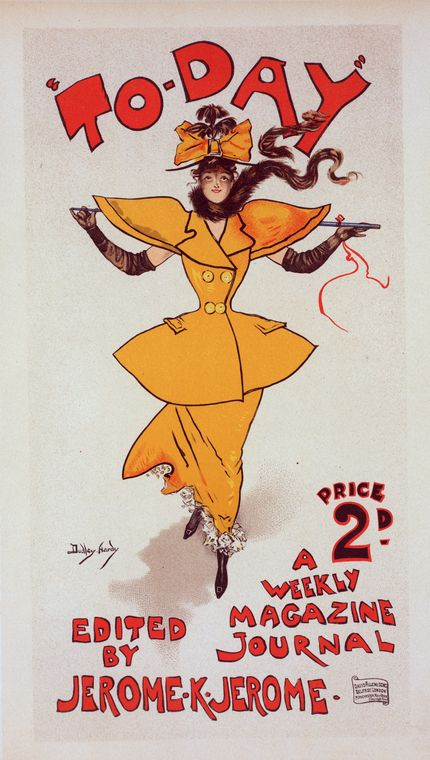
Dudley Hardy : To-Day magazine, édité par Jerome K. Jerome.
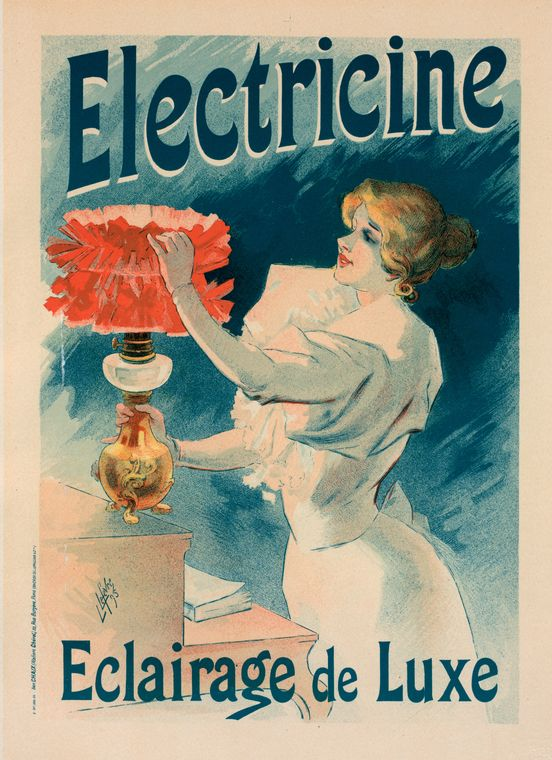
Lucien Lefèvre Electricine (1897).
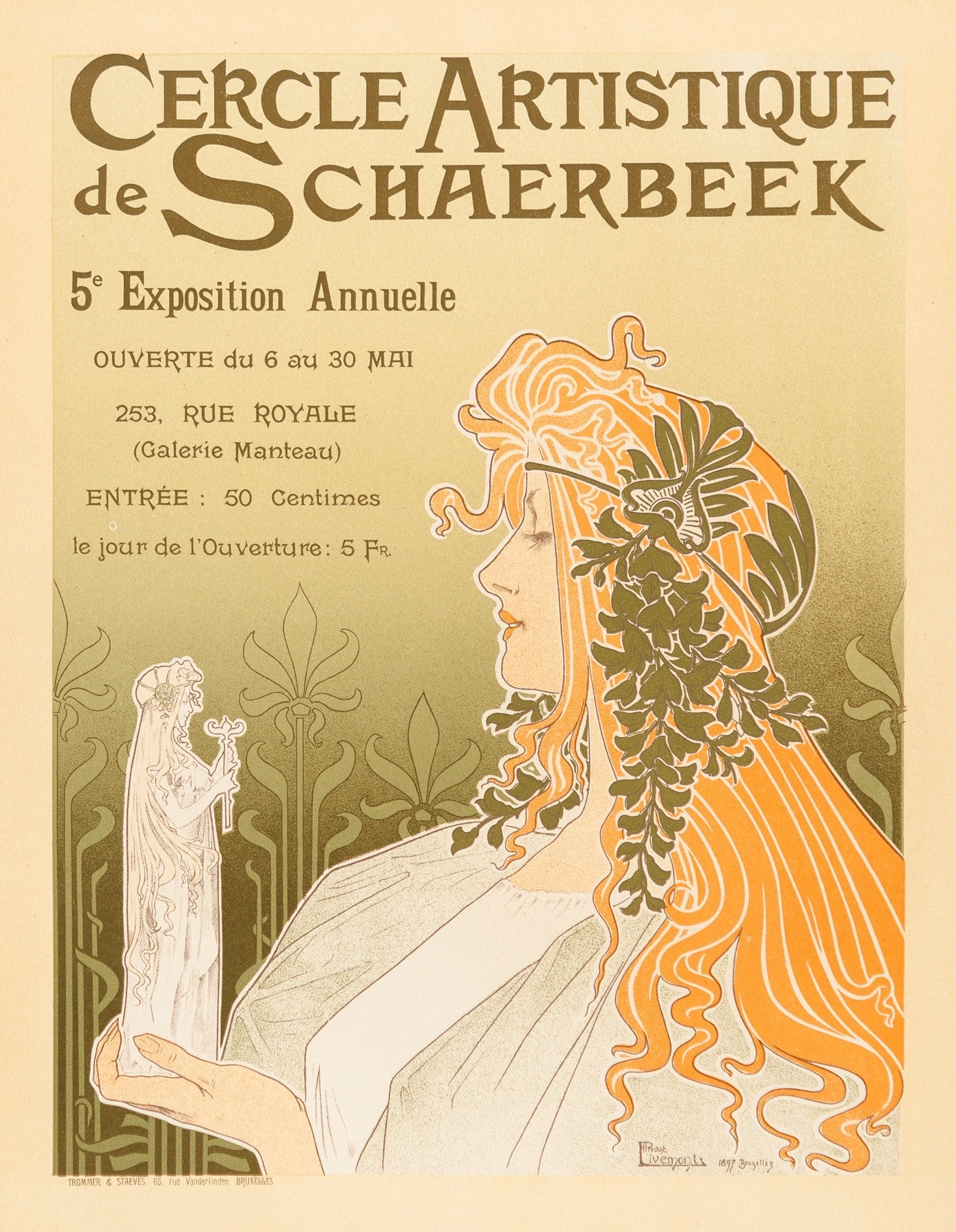
Henri Privat-Livemont : Cercle Artistique de Schaerbeek (1900).
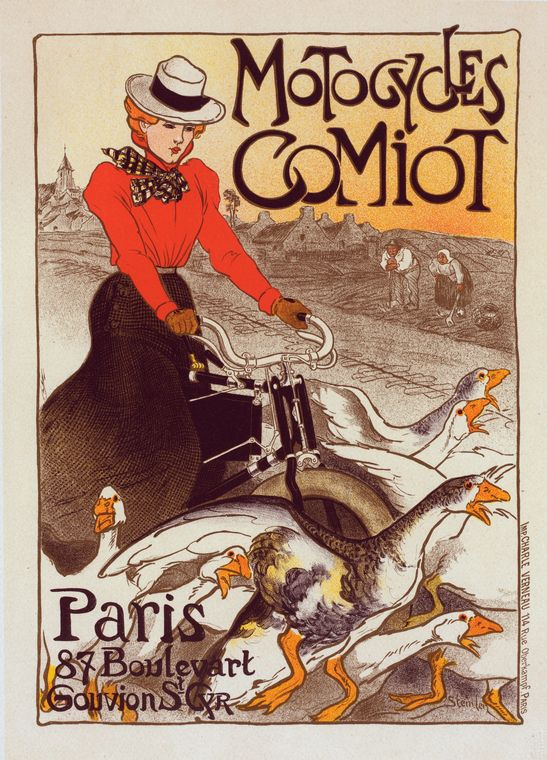
Théophile Alexandre Steinlen : Motocycles Comiot.
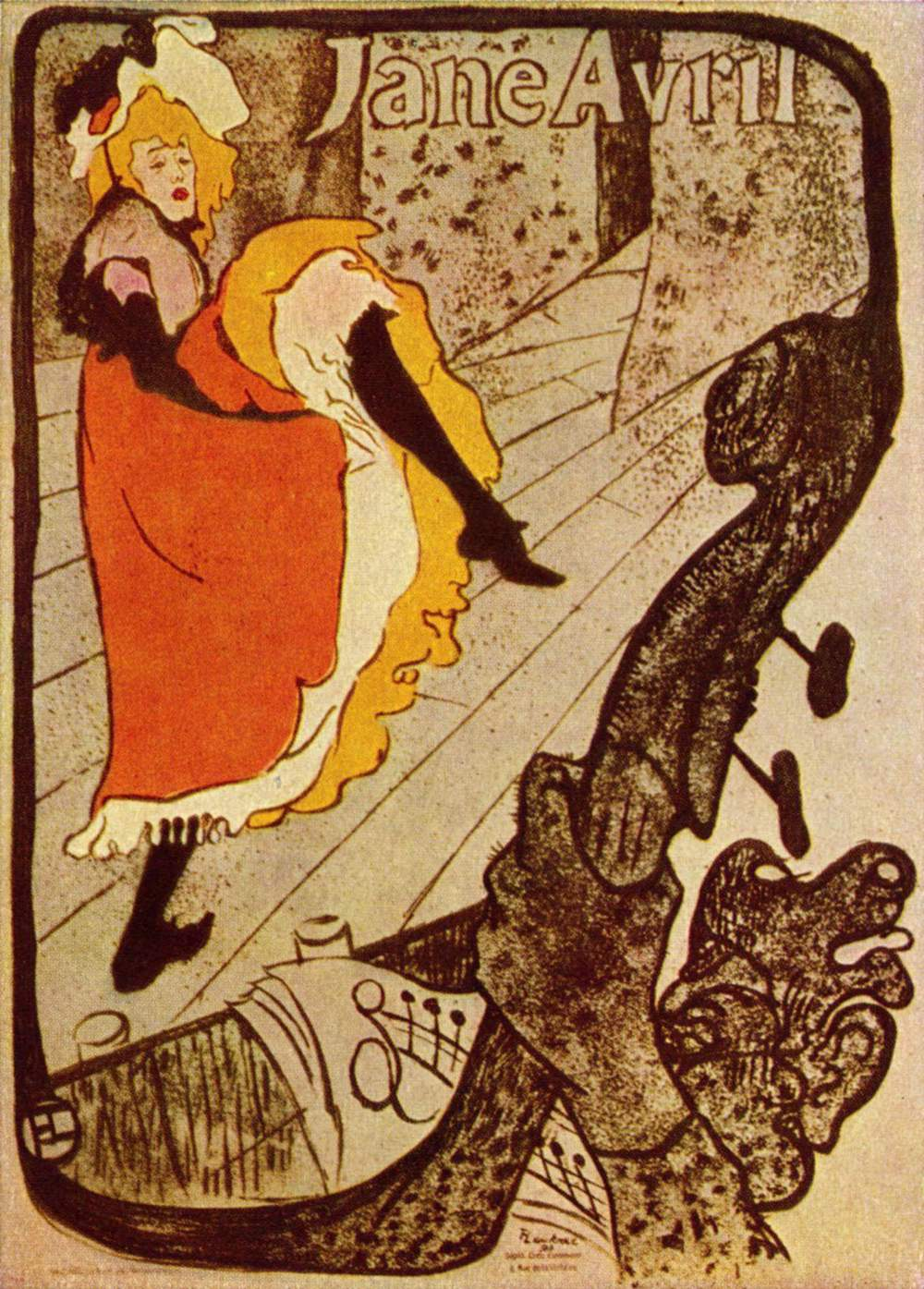
Henri de Toulouse-Lautrec : Jane Avril.
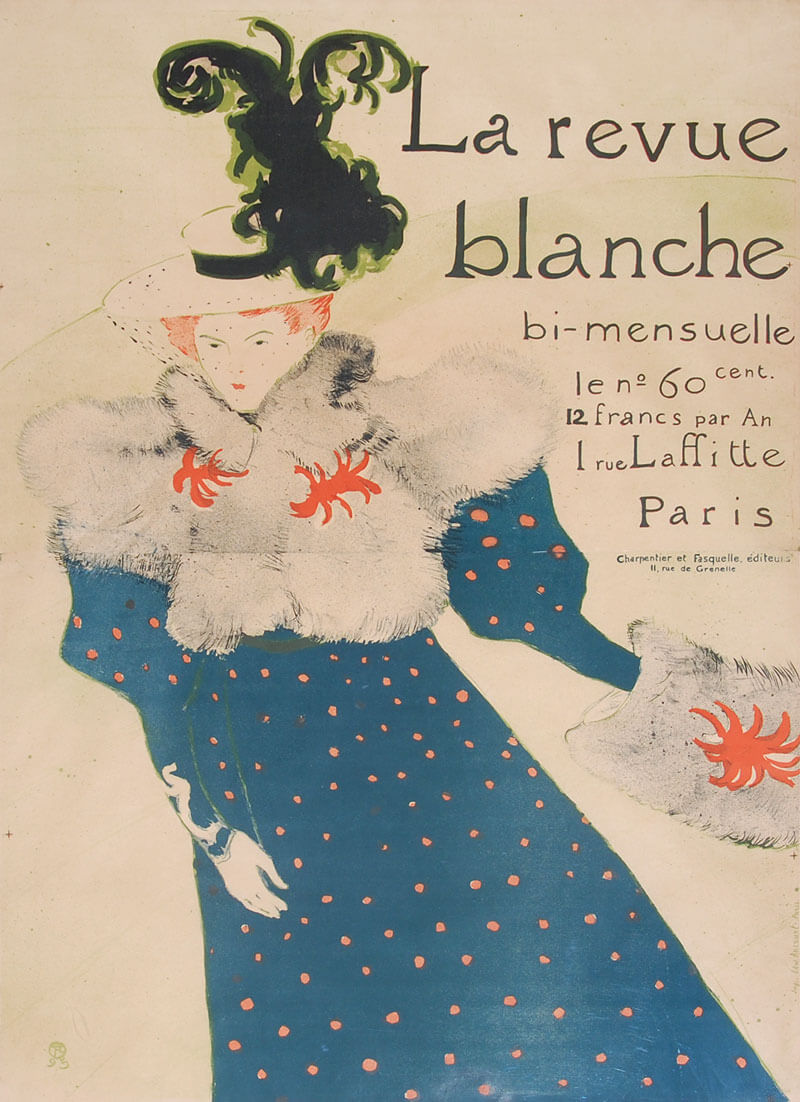
Henri de Toulouse-Lautrec : la revue blanche (1895).
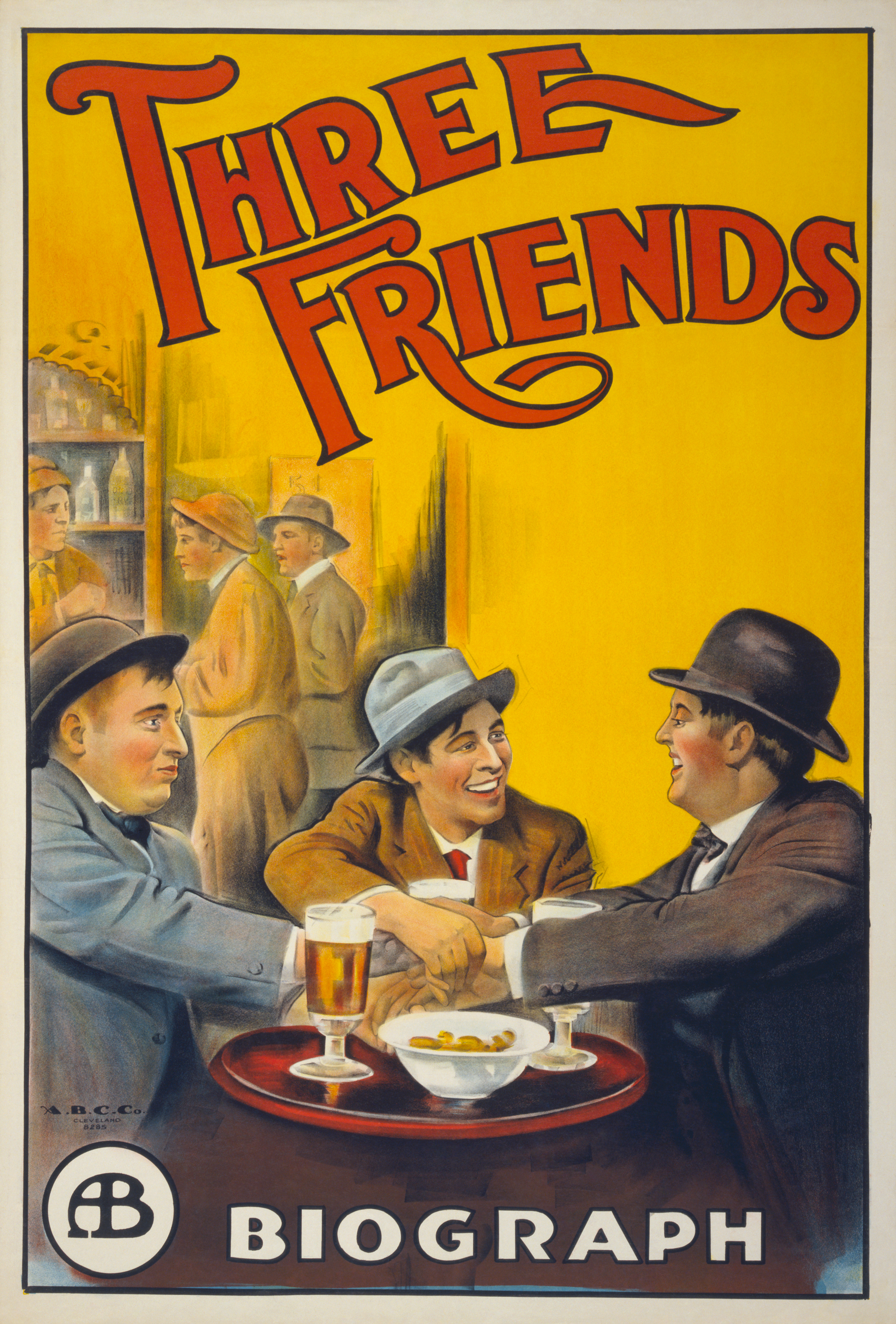
Affiche du film muet Three Friends réalisé par David Wark Griffith (1913).
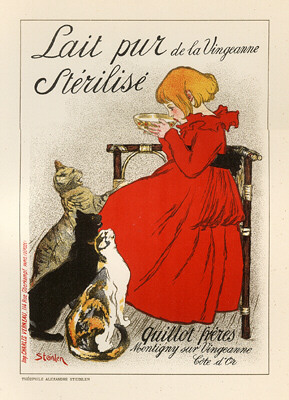
Théophile Alexandre Steinlen : Lait pur stérilisé de la Vingeanne.
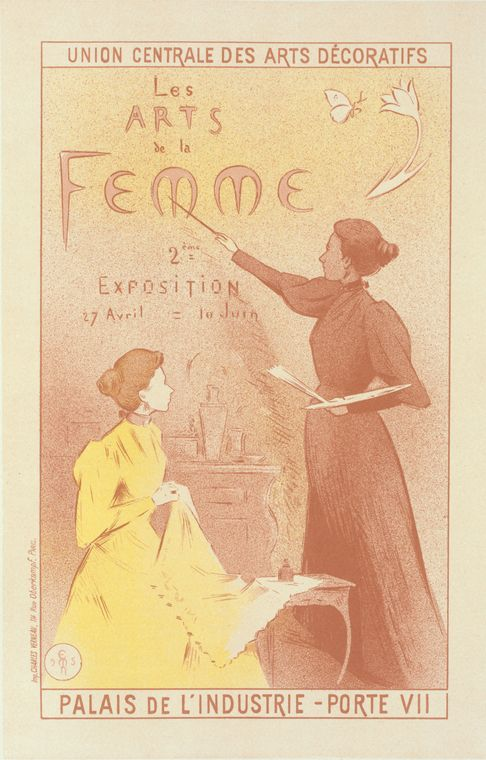
Étienne Moreau-Nélaton (1859-1927) : Exposition des « Arts de la Femme ».

#### Généralités
- Vanina Pinter, L'affiche a-t-elle un genre ?, éditions 205, 2022 (ISBN 978-2919380633, présentation en ligne)
- Jean-Yves Guillain, Quand le sport s'affiche. Affiches publicitaires et représentations du sport en France (1918-1939), Atlantica, 2008
- Ernest Maindron, Les Affiches illustrées, 1886-1896 Lire sur Gallica
- (en) Charles Hiatt, Picture Posters: A short history of the illustrated placard, with many reproductions of the most artistic examples in all countries, Londres, George Bell & Sons / MacMillan & Co, 1896 Lire sur Archive.org
- (en) Ian Noble, Up Against the Wall: International Poster Design, Mies, RotoVision, 2002  (ISBN 978-2-88046-561-2)
- Alain Weill, L'Affiche dans le monde, Somogy, 1984  (ISBN 2-7242-2199-0)
- Alain Weill, Encyclopédie de l'affiche, Hazan, 2011  (ISBN 978-2754105828)
- Octave-Jacques Gérin, Étienne Damour et Louis Serre, Précis intégral de publicité, Paris, Dunod, 1935, 3e éd., 334 p. (lire en ligne), « L'Affiche », p. 164-173.
- Pierre Fresnault-Deruelle, « Affiche », Publictionnaire. Dictionnaire encyclopédique et critique des publics. Mis en ligne le 09 mai 2018. Accès : http://publictionnaire.huma-num.fr/notice/affiche.
- Jean-Marie Lhôte, Le XXe siècle s'affiche, 100 affiches témoins de notre temps, Larousse, 2000, 239 p.

#### Affiches de cinéma
- Dominique Besson, Affiches de cinéma, préf. de George Lucas, Citadelles & Mazenod, 2012  (ISBN 978-2850885396)

#### Affiches politiques
- Laurent Gervereau, Histoire mondiale de l’affiche politique, Effrayer, manipuler, convaincre !, Paris, France loisirs, octobre 1996, 200 p. (ISBN 2-7441-0162-1)
- Alain Gesgon, 300 affiches politiques, sociales et culturelles : Cieslewicz, Gesgon, Grapus, catalogue de l'exposition à la Maison des jeunes et de la culture de Grenoble, du 9 février 79 au 29 avril 79 / [catalogue par Yann Pavie, François Barré, Alain Gesgon]
- La Mémoire murale politique des Français, de la Renaissance à nos jours, exposition de la collection d'affiches politiques d'Alain Gesgon… [Paris], la Conciergerie, janvier-février 1984
- Alain Gesgon, La Laïcité sur les murs de France, Rennes, Société du petit démon, 2006

### Ressource radiophonique
- Jean-Noël Jeanneney, « Affiches et graffitis : la police au défi » [audio], émission Concordance des Temps (58 min), France Culture, 13 novembre 2021.